# رتریبیوشن
رتریبیوشن (انگلیسی: Retribution) یک گروه منفور در شوی راو کمپانی دبلیو دبلیو ای بود که بوسیله مصطفی علی رهبری می شد.این گروه منفور اولین بار ، در شو راو با تعدادی حدود ۱۲۵۰ نفر که گروه رتریبیوشن را تشکیل میداد به تمام کارکنان شو راو حمله کردن و دیبوی خود را اعلام کردن.  این گروه حالا تعداد خود را کم کرده و  علاوه بر مصطفی علی شامل تی-بار، میس، اسلپجک، ریکنینگ و فردی ناشناس ماسک زده است. هدف این گروه خراب کردن دبیو دبیو ای و ساخت دوباره آن بر اساس افکار خودشان بود.
در کیک اف فست لین ۲۰۲۱ وقتی مصطفی علی از ریدل شکست خورد و نتوانست عنوان قهرمانی یونایتد استیتس را به دست آورد عصبانی شد و به سر عضو های خودش داد زد این کار باعث شد رکنینگ و اسلپجک گروه را ترک کنند و میس ، تی بار هم دابل چکسلم روی مصطفی علی انجام دادند و این گروه از هم پاشید و منحل شد.